# Anselm Reichlin von Meldegg

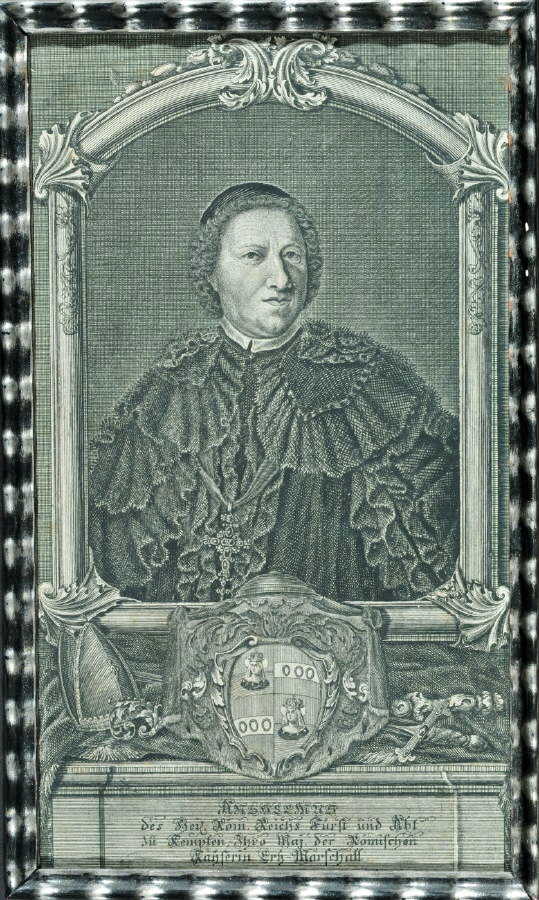
Porträt von Anselm Reichlin von Meldegg (18. Jahrhundert)

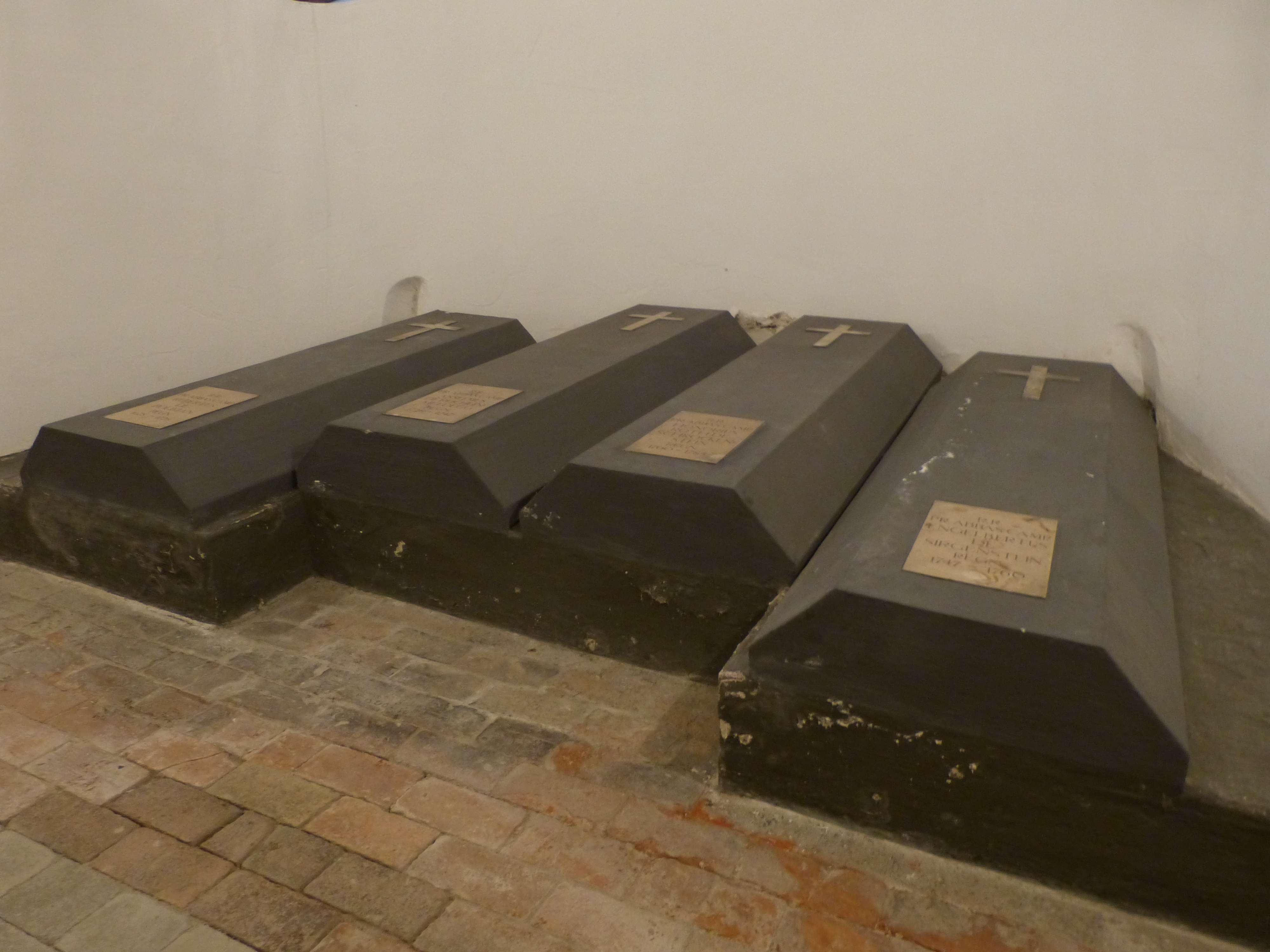
Grab von Anselm Reichlin von Meldegg in der Gruft von St. Lorenz (2. Sarg von links)

Anselm Reichlin von Meldegg (* 16. Dezember 1679 auf Schloss Horn bei Göggingen; † 15. Dezember 1747 in Kempten), geboren als Johann Christoph Wilhelm Reichlin von Meldegg, war von 1728 bis 1747 Fürstabt im Fürststift Kempten.

## Herkunft und Leben
Anselm Reichlin von Meldegg stammte aus einem Dienstmannengeschlecht des Klosters St. Gallen. Er war ein Sohn von Freiherr Franz Wolf Reichlin von Meldegg, der Herr der Herrschaft Horn war, und dessen Ehefrau Anna Margaretha von Thurn und Taxis-Valsassina.
Am 29. September 1700 legte er im Benediktinerstift Kempten seine Profess ab und bekam dabei den Klosternamen Anselm. Am 24. März 1703 wurde er im Konstanzer Münster zum Diakon geweiht und erhielt im darauffolgenden Jahr in St. Gallen die Priesterweihe. Nachdem er in Dillingen, Salzburg und Innsbruck Theologie, Philosophie und Rechtswissenschaften studiert hatte, kehrte er nach Kempten zurück, war von 1709 bis 1714 Novizenmeister und Lehrer der Philosophie und des Kirchenrechts sowie Bibliothekar am Stiftsgymnasium. Reichlin von Meldegg wurde im September 1723 zum Koadjutor gewählt und nach dem Tod von Fürstabt Rupert von Bodman 1728 dessen Nachfolger. Noch als Stiftskapitular finanzierte er eine zweijährige Studienreise des Malers Balthasar Riepp nach Italien.

## Wirken
Während seiner Regierungszeit als Fürstabt ließ er in Kempten den Marstall und eine neue Hofmühle, in Günzach ein neues Jagd- und Brauhaus, in Lautrach die Propstei und das Langhaus der Kirche zu Heiligkreuz (Kempten) erbauen sowie die zum Schloss umgebaute Burg Wagegg ausbauen. Ferner erfolgte unter Anselm Reichlin von Meldegg die Ausstattung der Prunkräume im Südflügel der Fürstäbtlichen Residenz. Auf dem Deckengemälde des Thronsaals ist er mit seinem Gefolge dargestellt, wie er als Erzmarschall der Kaiserin Maria Amalia an deren Krönung 1742 in Frankfurt teilnahm. Seine Reise zur Krönung Kaiser Karls VII. war für das Fürststift mit enormen Kosten verbunden. Reichlin-Meldegg ließ sich die eigens für die Dauer seines Aufenthalts bewohnten Räume in Frankfurt vor seiner Abreise aufwendig renovieren. Sein ausgeprägtes Repräsentationsbedürfnis sowie die hohen Ausgaben für zahlreiche Bauten und die Hofhaltung stürzten das Fürststift in hohe Schulden.